# ŽŠD - Kickboxing klub Maribor
ŽŠD - Kickboxing klub Maribor (krajše ŽŠD Maribor KBK) je športni klub iz Maribora, ki je bil ustanovljen leta 1972 pod imenom ŽŠD Karate klub Maribor. Sodi pod okrilje Železničarskega športnega društva Maribor.
Njegovi članki trenirajo in tekmujejo v kikboks disciplini full contact.

### Zgodovina
Leta 1972 se je Karate klub Študent Maribor (ustanovljen leta 1970) vključil v Železničarsko športno društvo Maribor in se na ustanovnem občnem zboru 27. marca 1972 preimenoval v ŽŠD Karate klub Maribor. 
V tem kluba so v okviru kikboksa trenirali tudi full contact disciplino. Po osamosvojitvi Slovenije se je klub reorganiziral v ŽŠD – Kickboxing klub Maribor in v vadbo vključil tudi disciplini semi contact in light contact, ki sta bila leta 2005 opuščena.